# WTA Finals 2018
WTA Finals 2018, známý také jako Turnaj mistryň 2018 či se jménem sponzora BNP Paribas WTA Finals 2018 Singapore presented by SC Global, představoval jeden ze dvou závěrečných tenisových turnajů ženské profesionální sezóny 2018 pro osm nejvýše postavených žen ve dvouhře a osm nejlepších párů ve čtyřhře na žebříčku Porsche Race To Singapore.
Turnaj se odehrával mezi 21. až 28. říjnem 2018, popáté a naposledy v singapurské aréně Singapore Indoor Stadium, v níž byl instalován tenisový dvorec s tvrdým povrchem. Celkové odměny činily 7 500 000 amerických dolarů, prize money pak 7 000 000 dolarů.
Obhájkyní titulu ve dvouhře byla dánská světová dvojka Caroline Wozniacká, která dohrála v základní skupinové fázi. Vítězkou se stala
24letá Ukrajinka Elina Svitolinová, jež získala třináctý singlový titul na okruhu WTA Tour. V předchozí kariéře se probojovala do tří čtvrtfinále grandslamu a pohár Billie Jean Kingové pro šampionku Turnaje mistryň představoval její nejhodnotnější trofej v dosavadní kariéře.
V deblové části trofej obhajoval maďarsko-český pár Tímea Babosová a Andrea Hlaváčková, jehož členky nestartovaly společně. Babosová vítězství obhájila po boku Francouzky Kristiny Mladenovicové. Trofej Martiny Navrátilové pro šampionky znamenala šestý společný titul a devatenáctý individuální na túře WTA pro každou z nich.

## Turnaj

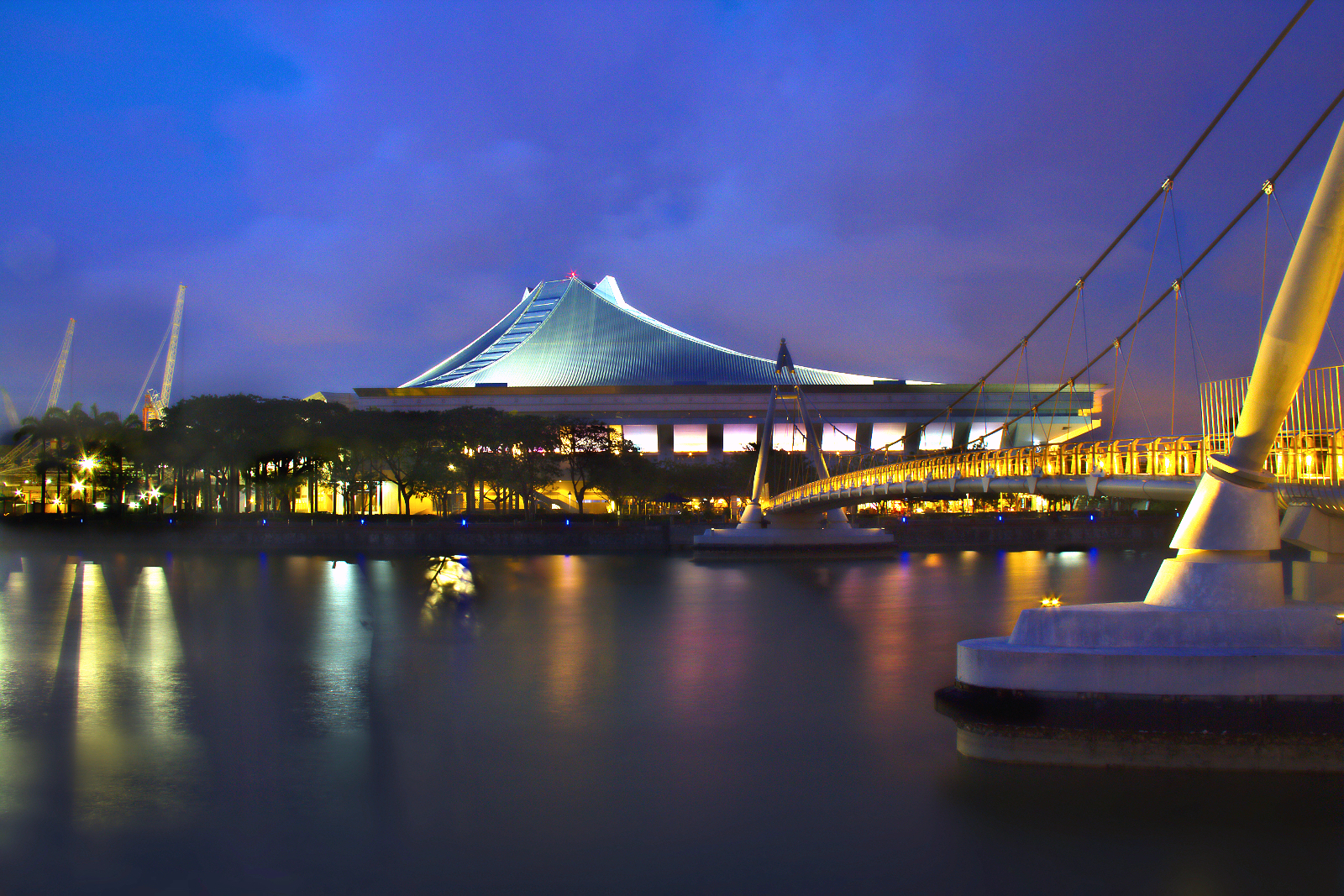
Aréna Singapore Indoor Stadium naposledy popáté hostil závěrečnou událost tenistek

Popáté v historii se turnaj konal v singapurské aréně Singapore Indoor Stadium, která jej hostila mezi 21. až 28. říjnem 2018. Představoval čtyřicátý osmý ročník ve dvouhře a čtyřicátý třetí ve čtyřhře. Událost organizovala Ženská tenisová asociace (WTA) jako součást okruhu WTA Tour 2018. Jednalo se o větší ze dvou závěrečných turnajů sezóny. Menším z nich se stal čínský WTA Elite Trophy, hraný v týdnu po skončení Turnaje mistryň.
Singapur se stal historicky devátým dějištěm WTA Finals, od založení v roce 1972. Práva zakoupil na pět ročníků (2014–2018). Los dvouhry proběhl 19. října a los čtyřhry se uskutečnil 23. října 2018.

### Formát
Soutěže dvouhry se tradičně účastnilo osm hráček, z nichž každá v úvodních čtyřech dnech odehrála tři vzájemné zápasy v jedné ze dvou čtyřčlenných základních skupin – červené a bílé. První dvě tenistky z každé skupiny postoupily do semifinále, které bylo hráno vyřazovacím systémem pavouka. První z bílé skupiny se utkala s druhou z červené skupiny a naopak. Vítězky semifinále se následně střetly ve finále o pohár Billie Jean Kingové.
Soutěž čtyřhry byla koncipována pro osm párů bez základních skupin. Dvojice hrály od čtvrtfinále vyřazovacím systémem o pohár Martiny Navrátilové.

### Kvalifikační kritéria
Ve dvouhře byly žebříčkové body kumulovány ze šestnácti turnajů. Mezi ně se povinně započítávaly čtyři Grand Slamy, čtyři události Premier Mandatory a nejlepší výsledky ze dvou turnajů Premier 5. Tenistky měly příležitost získat body během konání 52 turnajů WTA a čtyř grandslamů.
Ve čtyřhře byly žebříčkové body kumulovány z jedenácti nejlepších výsledků páru jakýchkoli turnajů v sezóně. Nemusely se tak povinně započítávat Grand Slamy ani události kategorie Premier.

### Kritéria pořadí v základní skupině
Konečné pořadí v základní skupině se řídilo následujícími kritérii:
1. nejvyšší počet vyhraných utkání
2. nejvyšší počet odehraných utkání
3. u dvou hráček se stejným počtem výher rozhodlo vzájemné utkání;
4. u tří hráček se stejným počtem výher rozhodlo:

a) nejvyšší procento vyhraných setů (případně vzájemný zápas při shodě dvou hráček)
b) nejvyšší procento vyhraných her (případně vzájemný zápas při shodě dvou hráček).

### Finanční odměny a body
Prize money turnaje mistryň činily 7 000 000 dolarů.
| Dvouhra                                                | Dvouhra                             | Dvouhra          | Dvouhra  |
| Fáze                                                   | Fáze                                | výdělek          | body     |
| ------------------------------------------------------ | ----------------------------------- | ---------------- | -------- |
| neporažená vítězka                                     | neporažená vítězka                  | 2 360 000 $      | 1 500    |
| vítězná finalistka                                     | vítězná finalistka                  | ZS + 1 750 000 $ | ZS + 750 |
| vítězná semifinalistka                                 | vítězná semifinalistka              | ZS + 590 000 $   | ZS + 330 |
| poražená semifinalistka                                | poražená semifinalistka             | ZS + 40 000 $    | —        |
| za každou vyhru v základní skupině                     | za každou vyhru v základní skupině  | +153 000 $       | + 250    |
| za každou prohru v základní skupině                    | za každou prohru v základní skupině | —                | + 125    |
| startovné                                              |                                     |                  |          |
| za 1 odehraný zápas                                    | 110 000 $                           | —                |          |
| za 2 odehrané zápasy                                   | 130 000 $                           | —                |          |
| za 3 odehrané zápasy                                   | 151 000 $                           | —                |          |
| náhradnice                                             | 68 000 $                            | —                |          |
| ZS – celkové odměny či body získané v základní skupině |                                     |                  |          |

| Čtyřhra               | Čtyřhra   | Čtyřhra |
| Fáze                  | výdělek   | body    |
| --------------------- | --------- | ------- |
| vítězky               | 500 000 $ | 1 500   |
| finalistky            | 260 000 $ | 1 080   |
| semifinalistky        | 157 500 $ | 750     |
| čtvrtfinalistky       | 81 250 $  | 375     |
| výdělek uveden na pár |           |         |

## Ženská dvouhra

### Kvalifikované hráčky
| Pořadí                                           | hráčka                    | body  | turnajů | kvalifikována | kvalifikována | předešlé účasti              |
| ------------------------------------------------ | ------------------------- | ----- | ------- | ------------- | ------------- | ---------------------------- |
| —                                                | Simona Halepová (ROU)     | 6 921 | 15      | 13. srpna     | [ 9 ]         | 2014, 2015, 2016, 2017       |
| 1.                                               | Angelique Kerberová (GER) | 5 375 | 18      | 10. září      | [ 10 ]        | 2012, 2013, 2015, 2016       |
| 2.                                               | Caroline Wozniacká (DEN)  | 5 086 | 18      | 4. října      | [ 11 ]        | 2009, 2010, 2011, 2014, 2017 |
| 3.                                               | Naomi Ósakaová (JPN)      | 4 740 | 19      | 2. října      | [ 12 ]        |                              |
| 4.                                               | Petra Kvitová (CZE)       | 4 255 | 20      | 4. října      | [ 11 ]        | 2011, 2012, 2013, 2014, 2015 |
| 5.                                               | Sloane Stephensová (USA)  | 3 943 | 19      | 14. října     | [ 13 ]        |                              |
| 6.                                               | Elina Svitolinová (UKR)   | 3 850 | 18      | 17. října     | [ 14 ]        | 2017                         |
| 7.                                               | Karolína Plíšková (CZE)   | 3 840 | 23      | 17. října     | [ 14 ]        | 2016, 2017                   |
| 8.                                               | Kiki Bertensová (NED)     | 3 710 | 24      | 18. října     | [ 15 ]        |                              |
| bílá skupina červená skupina odhlášení z turnaje |                           |       |         |               |               |                              |

### Přehled hráček
Jako první se 13. srpna 2018 kvalifikovala Rumunka Simona Halepová.

#### Simona Halepová

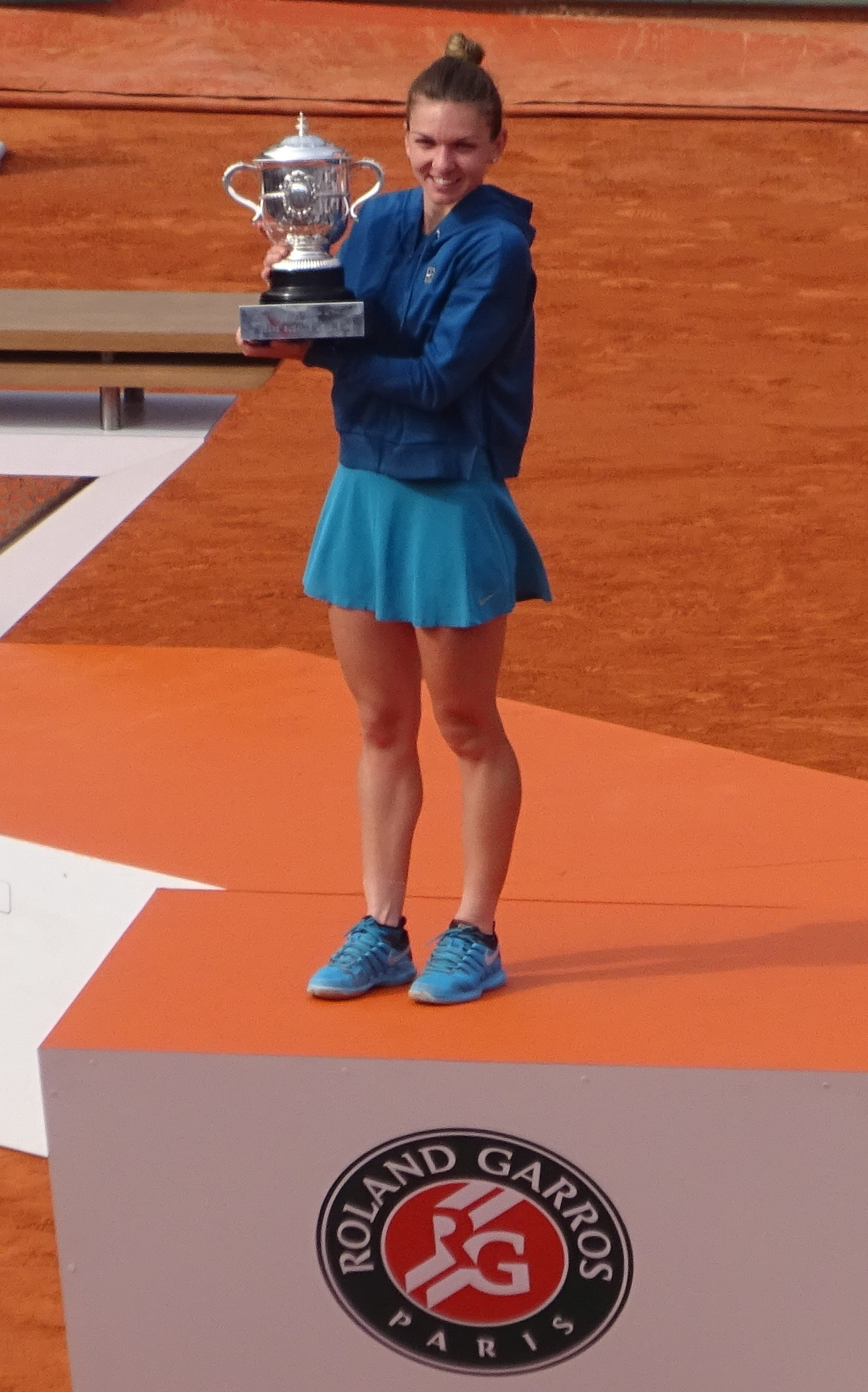
Simona Halepová

Sezónu zahájila titulem na Shenzhen Open po výhře nad Kateřinou Siniakovou. Jako první úřadující světová jednička od Wimbledonu 2016 dokázala triumfovat na turnaji WTA. Během třetí fáze Australian Open odvrátila Lauren Davisové ve třetím nejdelším zápase historie melbournského grandslamu žen tři mečboly v řadě. Také mezi poslední čtveřicí tenistek zachránila dva mečboly Angelique Kerberové. Až ve finále nestačila na dánskou světovou dvojku Caroline Wozniackou po třísetovém průběhu. Na další čtyři týdny přenechala pozici světové jedničky právě Dánce. Jednalo se o jediné období roku, kdy nefigurovala na čele klasifikace. Na Qatar Total Open odstoupila před semifinále s Muguruzaovou pro zranění pravé nohy a v téže fázi BNP Paribas Open uhrála jen tři gamy proti Naomi Ósakaové. Miami Open přinesl porážku ve třetím kole s Agnieszkou Radwańskou.
Antukovou část rozehrála čtvrtfinálem na Porsche Tennis Grand Prix i Mutua Madrid Open, když v prvním případě byla nad její síly Coco Vandewegheová a ve druhém Karolína Plíšková. V repríze finále římského Internazionali BNL d'Italia opět podlehla Elině Svitolinové. French Open znamenal první grandslamový titul kariéry. Ve finále dohnala ztrátu úvodní sady proti Sloane Stephensové. Wimbledonskou soutěž opustila ve třetím kole s Tchajwankou Sie Šu-wej.
Třetí sezónní trofej si odvezla z letního Rogers Cupu. Ve finálovém duelu opět zdolala Stephensovou a kanadskou neporazitelnosti prodloužila na deset utkání. V boji o titul na navazujícím Western & Southern Open neuspěla s Kiki Bertensovou, i vzhledem k nevyužitému mečbolu. Z US Open odjížděla jako první nejvýše nasazená v otevřené éře Flushing Meadows, která vypadla již v úvodním kole. Porážku utržila od Estonky Kanepiové.
Ve druhém kole Wuhan Open nestačila na Dominiku Cibulkovou. Z moskevského Kremlin Cupu, hraného týden před Turnajem mistryň, odstoupila v důsledku vyhřezlé ploténky. Z téhož důvodu odřekla účast i na závěrečné singapurské akci. Podruhé v řadě zakončila sezónu jako světová jednička žebříčku WTA.
Druhou startující se 10. září 2018 stala Němka Angelique Kerberová.

#### Angelique Kerberová
Sezónu otevřela na Hopman Cupu po boku Alexandra Zvereva. Ve všech čtyřech dvouhrách zůstala neporažena. Ve finále však německý tým podlehl Švýcarsku.

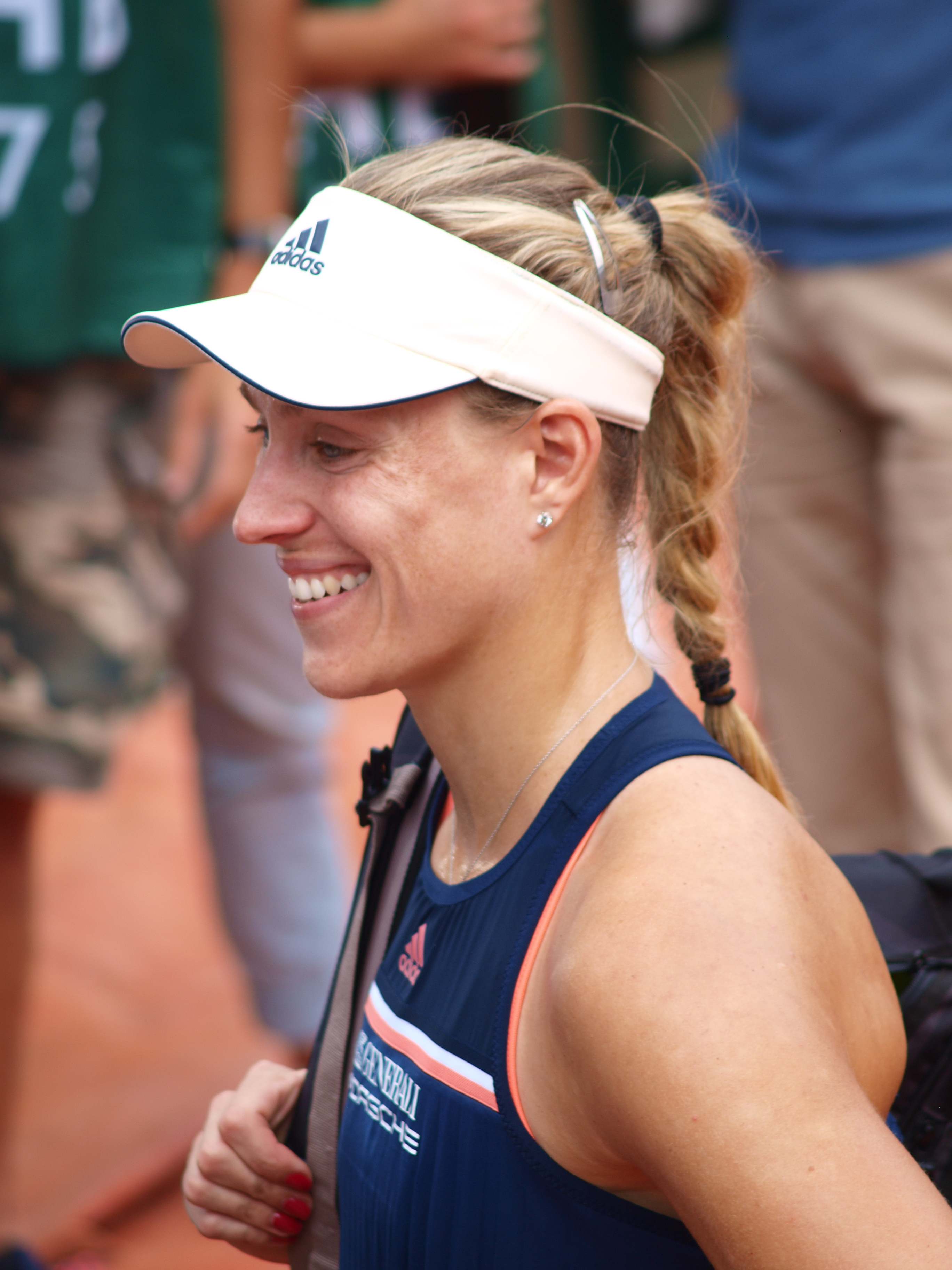
Angelique Kerberová

Na úvod Sydney International odvrátila dva mečboly Lucie Šafářové a turnaj nakonec vyhrála po zdolání Ashleigh Bartyové. Získala tak první trofej po šestnáctiměsíčním čekání od US Open 2016. V semifinále Australian Open ukončila její 14zápasovou neporazitelnost Simona Halepová. V zápase přitom nevyužila dva mečboly. Body jí přinesly návrat do elitní desítky.
Čtvrtfinále na Qatar Total Open nezvládla s první hráčkou klasifikace Caroline Wozniackou. O jedno kolo dále opustila Dubai Tennis Championships, na němž podlehla popáté v řadě Elině Svitolinové. Na Darju Kasatkinovou uhrála mezi poslední osmičkou hráček BNP Paribas Open jen dva gamy. V téže fázi odešla poražena od Sloane Stephensové také na Miami Open.
Ve druhém kole antukového Porsche Tennis Grand Prix skrečovala duel proti Anett Kontaveitové. Na dvorce se vrátila římským Internazionali BNL d'Italia, kde ji ve čtvrtfinále opět zastavila Svitolinová. Po šesti letech vyrovnala čtvrtfinálové maximum na French Open, v němž ji vyřadila Halepová. V úvodní fázi opustila travnatý Mallorca Open na raketě Alison Riskeové. Do semifinále prošla na Nature Valley International, kde byla nad její síly Wozniacká. Třetí grandslamovou trofej v kariéře si pak odvezla z Wimbledonu. Jediný set ztratila ve druhém kole s kvalifikantkou Claire Liuovou. V repríze finále z roku 2016 zvítězila nad Serenou Williamsovou a stala se druhou německou šampionkou turnaje.
Na letních amerických betonech i asijské podzimní túře zaznamenala pokles formy, když po voleném losu kanadského Rogers Cupu nestačila na Alizé Cornetovou. Následně skončila ve třetích kolech čtyř turnajů, a to na amerických Western & Southern Open a US Open, respektive čínských Wuhan Open a China Open. V prvním případě nenašla recept na Madison Keysovou, ve druhém na Dominiku Cibulkovou, na wuchanské akci ji lednovou porážku oplatila Ashleigh Bartyová a v Pekingu soutěž opustila po prohře s Čang Šuaj.
Jako třetí si letenku do Singapuru 2. října 2018 zajistila debutující Japonka Naomi Ósakaová.

#### Naomi Ósakaová

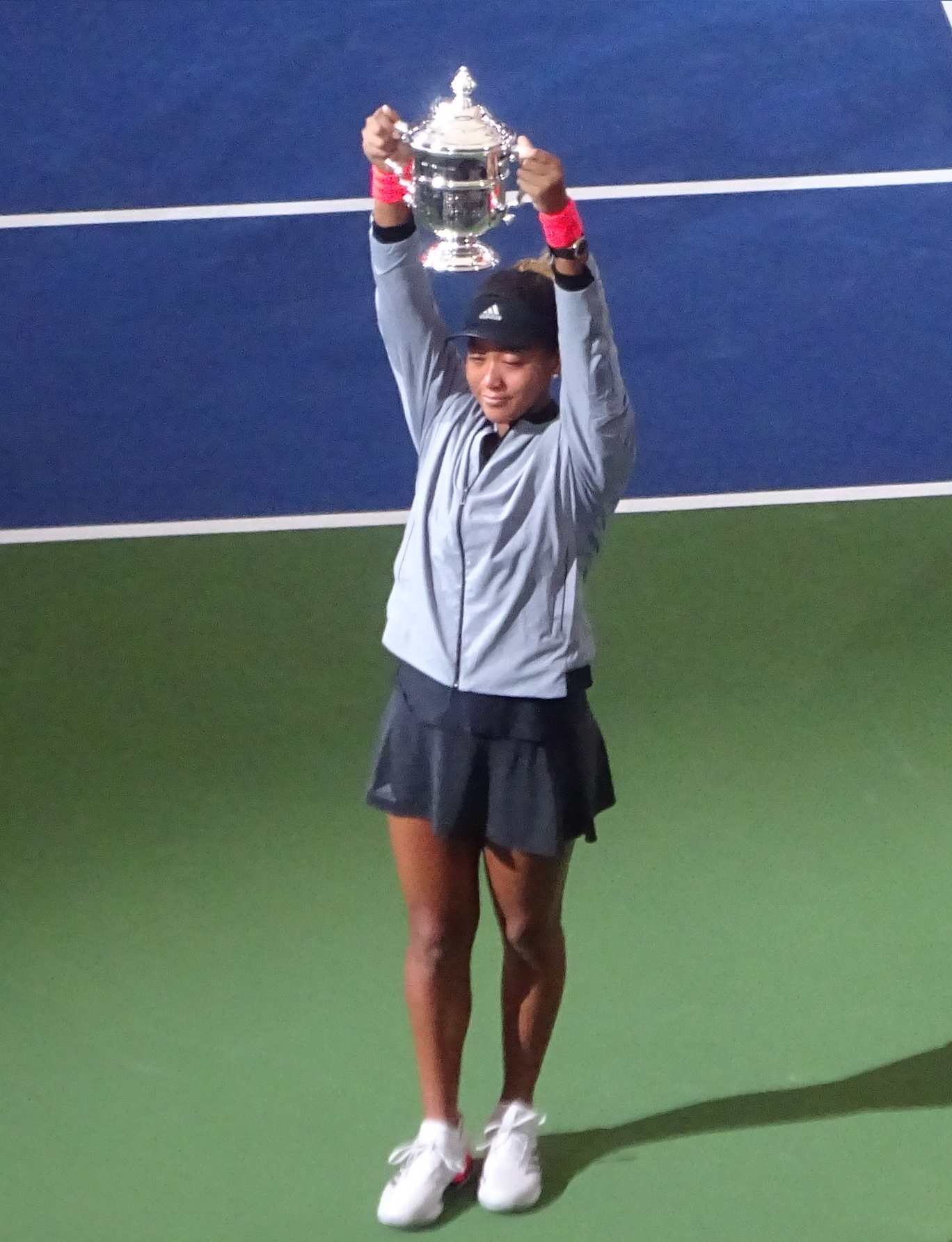
Naomi Ósakaová

Do sezóny vstoupila Hopman Cupem v páru s Jūičim Sugitou. Ve dvouhře podlehla Bencicové a porazila Pavljučenkovovou. V pořadí druhý duel proti Spojeným státům neodehrála pro nemoc. Japonsko obsadilo čtvrté místo základní skupiny. Na Hobart International ji na úvod přehrála Julia Putincevová. Australian Open znamenalo první kariérní osmifinále grandslamu, v němž nestačila na světovou jedničku Simonu Halepovou. Qatar Total Open opustila ve druhém kole po prohře od Anastasije Sevastovové. Čtvrtfinále si zahrála na Dubai Tennis Championships, v němž nenašla recept na Elinu Svitolinovou. Premiérovou trofej si odvezla z BNP Paribas Open v Indian Wells. Mezi poslední čtveřicí hráček oplatila lednovou porážku Halepové a poprvé tak porazila první hráčku žebříčku. Bitvu o titul zvládla proti rovněž 20leté Darje Kasatkinové. Na navazujícím Miami Open v Key Biscayne zdolala na úvod Serenu Williamsovou, aby ji v dalším duelu stopku vystavila Svitolinová.
Antukovou sezónu rozehrála na Volvo Car Open. V osmifinále dohrála na raketě Julie Görgesové. Následovala vyřazení od Čang Šuaj na úvod Mutua Madrid Open, respektive od Halepové během římského Internazionali BNL d'Italia. Pařížské French Open znamenalo vyrovnání dva roky starého maxima postupem do třetího kola. V něm podlehla Madison Keysové. V semifinále travnatého Nature Valley Open nestačila na Ashleigh Bartyovou a ve druhé fázi birminghamského Nature Valley Classic pak skrečovala Dalile Jakupovićové. Wimbledon opustila ve třetím kole po nezvládnutém duelu s Angelique Kerberovou.
V letní americké túře na betonech utržila časné porážky na Citi Open od Polky Magdy Linetteové, montréalském Rogers Cupu od Carly Suárezové Navarrové a Western & Southern Open od Řekyně Marie Sakkariové. Zlepšení formy přinesl až newyorský US Open, na němž se probojoval do finále přes Madison Keysovou. Z něho si ovezla premiérový grandslam, když podruhé v roce zdolala Serenu Williamsovou. Stala se tak prvním japonským vítězem v historii grandslamové dvouhry. Bodový zisk znamenal průlom do elitní světové desítky.
Desetizápasová neporazitelnost skončila ve finále Toray Pan Pacific Open, v němž nestačila na Karolínu Plíškovou. Na pekingském China Open nenašla v semifinále recept na Anastasiji Sevastovovou.
V pořadí čtvrtou a pátou účastnicí se 4. října 2018 staly Dánka Caroline Wozniacká a Češka Petra Kvitová.

#### Caroline Wozniacká
Do sezóny vstoupila finálovou porážkou na ASB Classic, kde nestačila na Julii Görgesovou.

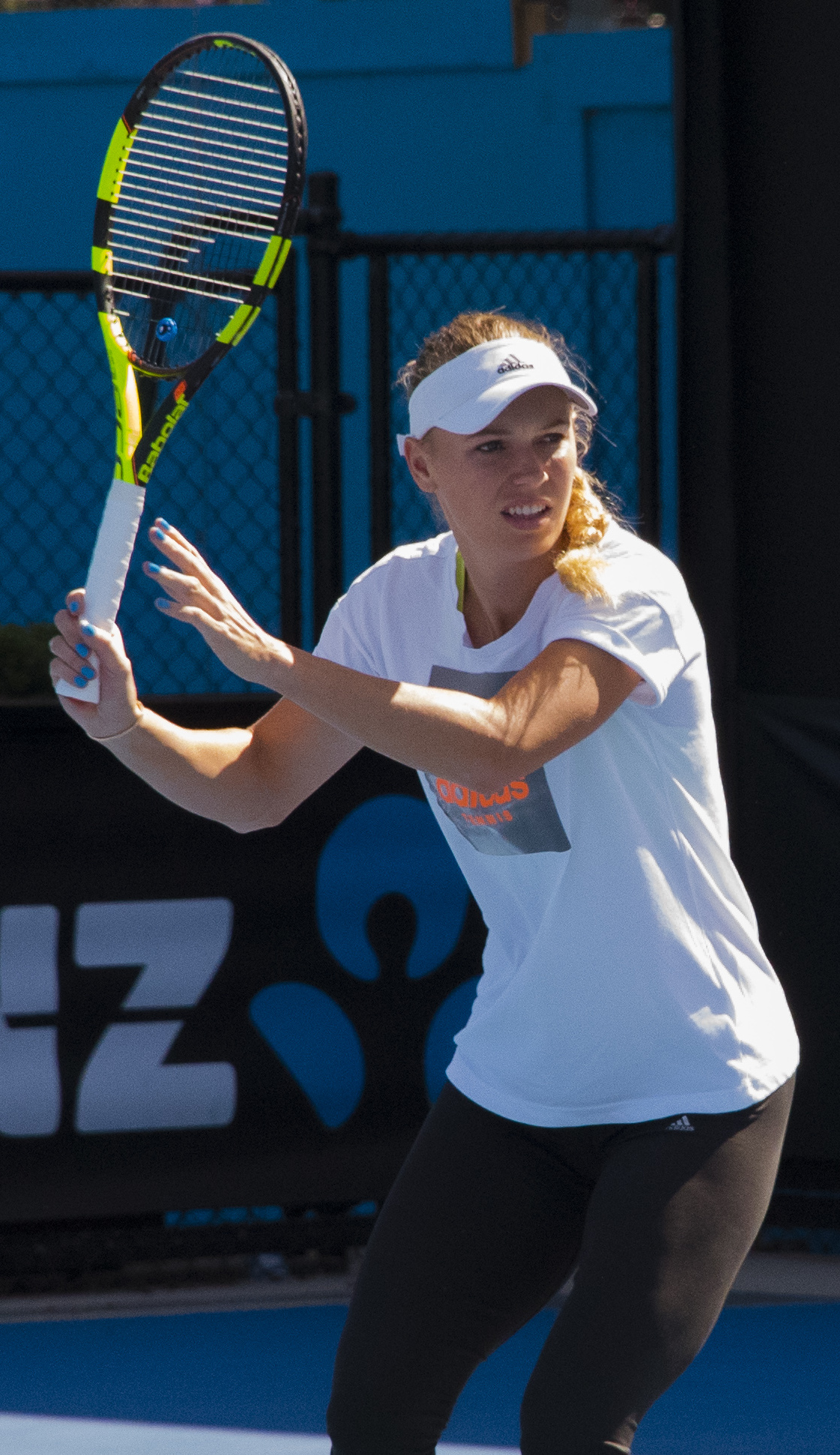
Caroline Wozniacká

Z Australian Open si odvezla první grandslamovou trofej, a to až při své 43. účasti na grandslamu. Ve druhém kole přitom odvrátila dva mečboly 119. hráčce světa Janě Fettové za stavu 1–5 na gamy a 15:40 v rozhodující sadě. Poprvé od roku 2011 prošla do semifinále, v němž vyřadila Carlu Suárezovou Navarrovou. V boji o titul zdolala světovou jedničku Simonu Halepovou po třísetovém průběhu. Po šesti letech se pak vrátila na čtyři týdny do čela žebříčku WTA. Ve čtvrtfinále ukončila její účinkování na St. Petersburg Ladies Trophy Darja Kasatkinová. Mezi poslední čtveřicí hráček Qatar Total Open odešla poražena od Petry Kvitové, ačkoli šla dvakrát podávat na vítězství v zápase. Podruhé v rozmezí jednoho měsíce ji porazila ve čtvrtém kole BNP Paribas Open Kasatkinová a navazující Miami Open znamenal vyřazení ve druhé fázi od Puigové, ačkoli Portoričance uštědřila „kanára“.
V antukové části sezóny utržila čtvrtfinálové prohry na İstanbul Cupu s Pauline Parmentierovou a na Internazionali BNL d'Italia od Kiki Bertensové. Ve třetí fázi Mutua Madrid Open nenašla recept na Anett Kontaveitovou. Ve třetím kole French Open ji potřetí v roce zastavila Ruska Kasatkinová. Druhou sezónní trofej dobyla na travnatém Nature Valley International v Eastbourne, po finálové výhře nad Arynou Sabalenkovou, která pro ni znamenala jubilejní 600. vítězný zápas na okruhu WTA Tour. Naopak ve Wimbledonu si připsala jen jeden vítězný zápas a ve druhé fázi nestačila na Jekatěrinu Makarovovou.
Sezónu na letních amerických betonech otevřela až kanadským Rogers Cupem poté, co se odhlásila ze Citi Open pro zranění pravé dolní končetiny. Po volném losu ji čerstvou porážku oplatila Sabalenková, když nedokázala proměnit žádný ze tři mečbolů. Western & Southern Open přinesl vyřazení s Bertensovou v otevíracím duelu cincinnatské události, kde hrála se zraněným levým kolenem. Na US Open ji ve druhém kole stopku vystavila Lesja Curenková. Nevýraznými výkony vstoupila také do podzimní asijské túry. Ve druhých kolech opustila soutěže jak na Toray Pan Pacific Open, tak i Wuhan Open, porážkami od Camily Giorgiové, respektive Puigové. Zlepšení formy přišlo až na pekingském China Open, kde po výhře nad Anastasijí Sevastovovou získala třetí sezónní titul a první z kategorie Premier Mandatory po více než sedmi letech.

#### Petra Kvitová
Do sezóny vstoupila australským Sydney International, kde ve druhém kole podlehla světové stovce Camile Giorgiové. V prvním zápasu Australian Open pak nenašla recept na Andreu Petkovicovou, ačkoli v rozhodující sadě vedla 4–0 a dvakrát šla podávat na vítězství v zápase.

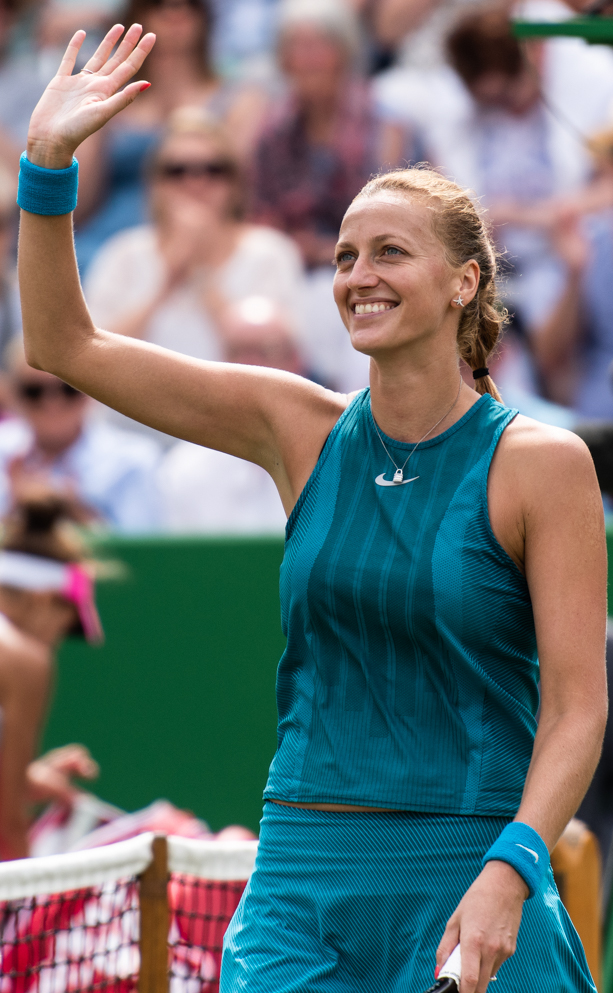
Petra Kvitová

První z pěti sezónních titulů si odvezla z St. Petersburg Ladies Trophy po hladké finálové výhře nad obhájkyní trofeje Kristinou Mladenovicovou, čímž se stala první levorukou vítězkou turnaje WTA na území Ruska. Neporazitelnost prodloužila na 13 utkání během Qatar Total Open, kde po zdolání světové jedničky Caroline Wozniacké prošla opět do finále. V něm přehrála Garbiñe Muguruzaovou a bodový zisk ji vrátil poprvé od června 2016 do elitní světové desítky.
Pokles formy zaznamenala na BNP Paribas Open v Indian Wells, kde ve třetím kole nestačila na 16letou Amandu Anisimovovou. Navazující Miami Open přinesl vyřazení ve čtvrté fázi s Jeļenou Ostapenkovou. Po volném losu na Volvo Car Open poprvé podlehla Kristýně Plíškové, která ukončila její 24zápasovou neporazitelnost proti Češkám trvající šest let. V úvodním kole Porsche Tennis Grand Prix ji čtyři dny starou fedcupovou porážku oplatila Angelique Kerberová. Třetí trofej v roce získala na J&T Banka Prague Open, když v rozhodujícím duelu přehrála Mihaelu Buzărnescuovou. Formu udržela i na Mutua Madrid Open. Na cestě do čtvrtého finále ztratila jediný set s Kontaveitovou. V boji o svůj druhý madridský titul pak zdolala Kiki Bertensovou, což znamenalo vůbec nejlepší vstup do sezóny v dosavadní kariéře. Ve třetí fázi French Open jí však čerstvou porážku oplatila Kontaveitová. Travnatou část otevřela obhájeným titulem na birmighamském Nature Valley Classic, kde ve finálovém duelu porazila Magdalénu Rybárikovou. Stala se tak jedinou hráčkou sezóny s pěti singlovými trofejemi. Před třetím kolem Nature Valley International odstoupila pro bolest harmstringů stehna. Wimbledon přinesl vyřazení již v otevíracím utkání, kde v rozhodujícím setu s Aljaksandrou Sasnovičovou utržila „kanára“.
Letní část na amerických betonech zahájila třetím kolem Rogers Cupu, v němž nenašla recept na Bertensovou. Nizozemka jí stopku vystavila i o týden později v semifinále Western & Southern Open. Přesto se poprvé od října 2015 vrátila do první světové pětky. Čtvrtfinále nedohrála na Connecticut Open po skreči Carle Suárezové Navarrové pro bolestivé levé rameno. Ve třetím zápase US Open jí březnovou prohru oplatila Aryna Sabalenková. Během závěrečné asijské túry vyhrála jediný zápas, ve druhém kole Wuhan Open s Aleksandrou Krunićovou. Následně nestačila na Anastasiji Pavljučenkovovou. Hladké vyřazení v zahajovacím utkání China Open s Darjou Gavrilovovou znamenalo propad žebříčkem ze 4. na 7. místo a ztrátu pozice české jedničky.
První start si 2. října 2018 zajistila jako šestá v pořadí Američanka Sloane Stephensová.

#### Sloane Stephensová
V první části sezóny pokračoval pokles formy z konce roku 2017, když dohrála v úvodním kole Sydney International s Camilou Giorgiovou a také na Australian Open s Číňankou Čang Šuaj, přestože šla v zápase podávat na vítězství. První vyhraný zápas téměř po půl roce dosáhla na acapulském Abierto Mexicano Telcel, kde zdolala Pauline Parmentierovou, aby ji ve čtvrtfinále zastavila Stefanie Vögeleová.

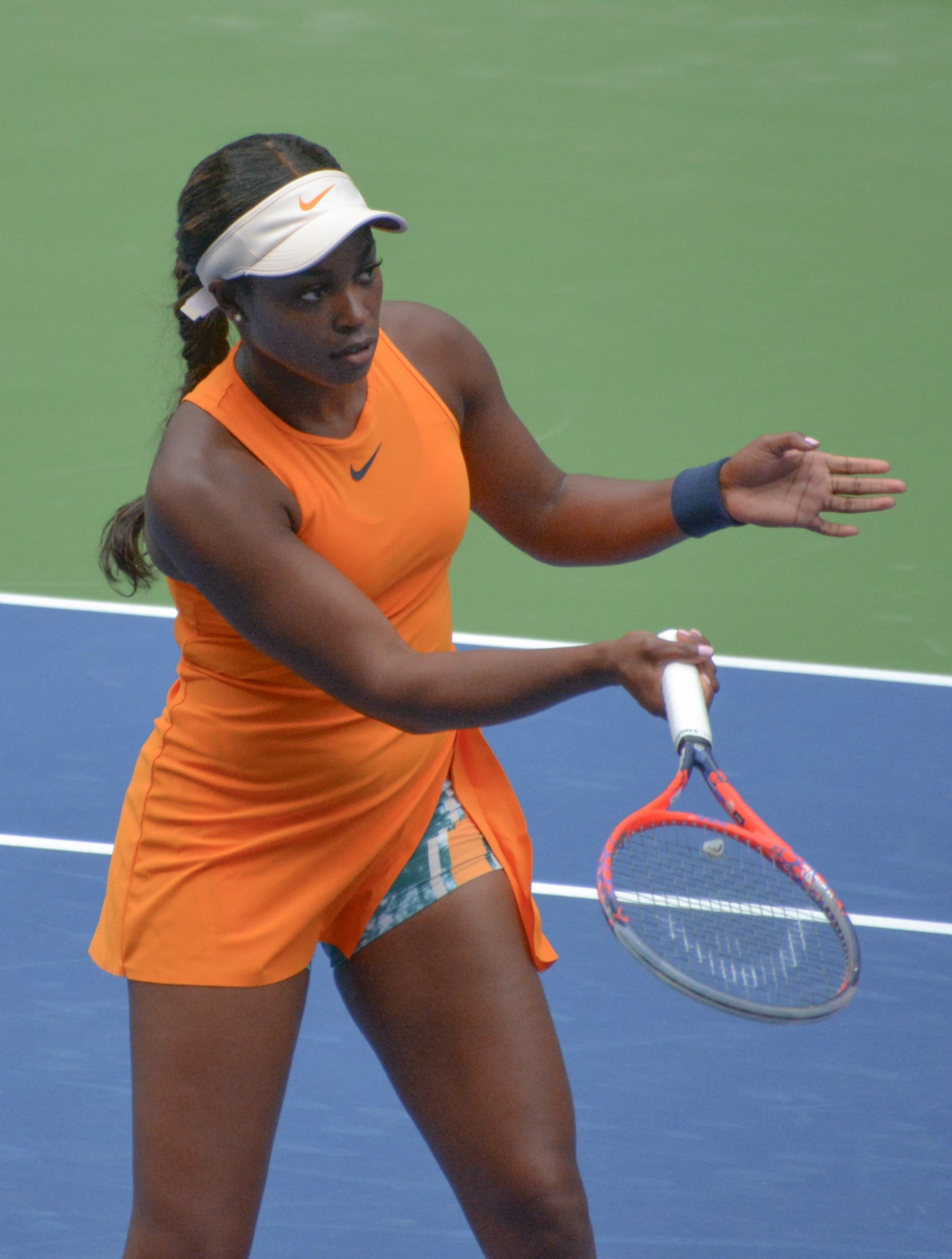
Sloane Stephensová

Ve třetím kole BNP Paribas Open v Indian Wells nenašla recept na Darju Kasatkinovou. Debutový titul v kategorii Premier Mandatory si odvezla z navazujícího Miami Open po finálové výhře nad Jeļenou Ostapenkovou. Udržela tím svou finálovou neporazitelnost, když triumfovala i v šestém závěrečném utkání dvouhry na okruhu WTA. Premiérově se také posunula do elitní světové desítky. Nevyrovnané výsledky zaznamenala v antukové části roku. V úvodních kolech odešla poražena na Porsche Tennis Grand Prix od Coco Vandewegheové a Nürnberger Versicherungscupu po nezvládnutém zápase s Julií Putincevovou. Třetí fáze se staly konečnou na Mutua Madrid Open a římském Internazionali BNL d'Italia. V prvním případě nestačila na Karolínu Plíškovou a ve druhém na Caroline Garciaovou. Do druhého grandslamového finále postoupila na French Open. V něm ji po třísetovém průběhu zdolala světová jednička Simona Halepová. Bodový zisk však pro Američanku znamenal debut v elitní světové pětce. Travnatou přípravu na Wimbledon vynechala. Na londýnském grandslamu pak nepřešla brány prvního kola po porážce od Donny Vekićové. Přesto se po turnaji poprvé posunula na 3. místo ženské klasifikace.
Letní túru na amerických betonech zahájila druhým kolem washingtonského Citi Open, kde podlehla Andree Petkovicové. Třetí sezónní finále si zahrála na Rogers Cupem. V boji o titul však opět nestačila na první hráčku žebříčku Halepovou. Ve třetí fázi opustila Western & Southern Open, kde ji vyřadila Elise Mertensová. Jako obhájkyně trofeje zavítala na US Open. Ve čtvrtfinálovém duelu uhrála jen pět gamů s Anastasijí Sevastovovou a Lotyška jí oplatila porážku z téhož kola US Open 2017. Během podzimní asijské túry opustila soutěže Toray Pan Pacific Open a Wuhan Open již v úvodních kolech, když v prvním případě podlehla Vekićové a ve druhém Anastasiji Pavljučenkovové. Pekingský China Open znamenal vyřazení ve třetí fázi od Dominiky Cibulkové. Divokou kartu poté obdržela na moskevský Kremlin Cup, kde ji po volném losu stopku vystavila kvalifikantka Ons Džabúrová.
Sedmou a osmou členkou turnajového okteta se 17. října 2018 staly debutující Ukrajinka Elina Svitolinová a potřetí v řadě Češka Karolína Plíšková.

#### Elina Svitolinová
V úvodu sezóny triumfovala na Brisbane International po finálové výhře nad kvalifikantkou Aljaksandrou Sasnovičovou, která na ni uhrála jen tři gamy. Svou první čtvrtfinálovou účast na Australian Open nevylepšila, když podlehla Elise Mertensové. Třetí kolo Qatar Total Open pro ni znamenalo vyřazení od pozdější šampionky Petry Kvitové. Naopak přemožitelku nenalezla v pavouku Dubai Tennis Championships a po finálovém vítězství nad Darjou Kasatkinovou obhájila trofej. Vyhrála tak sedmé finále v řadě. Na BNP Paribas Open odešla poražena ve třetí fázi od Carly Suárezové Navarrové a z navazujícího Miami Open ve čtvrtfinále s Jeļenou Ostapenkovou.

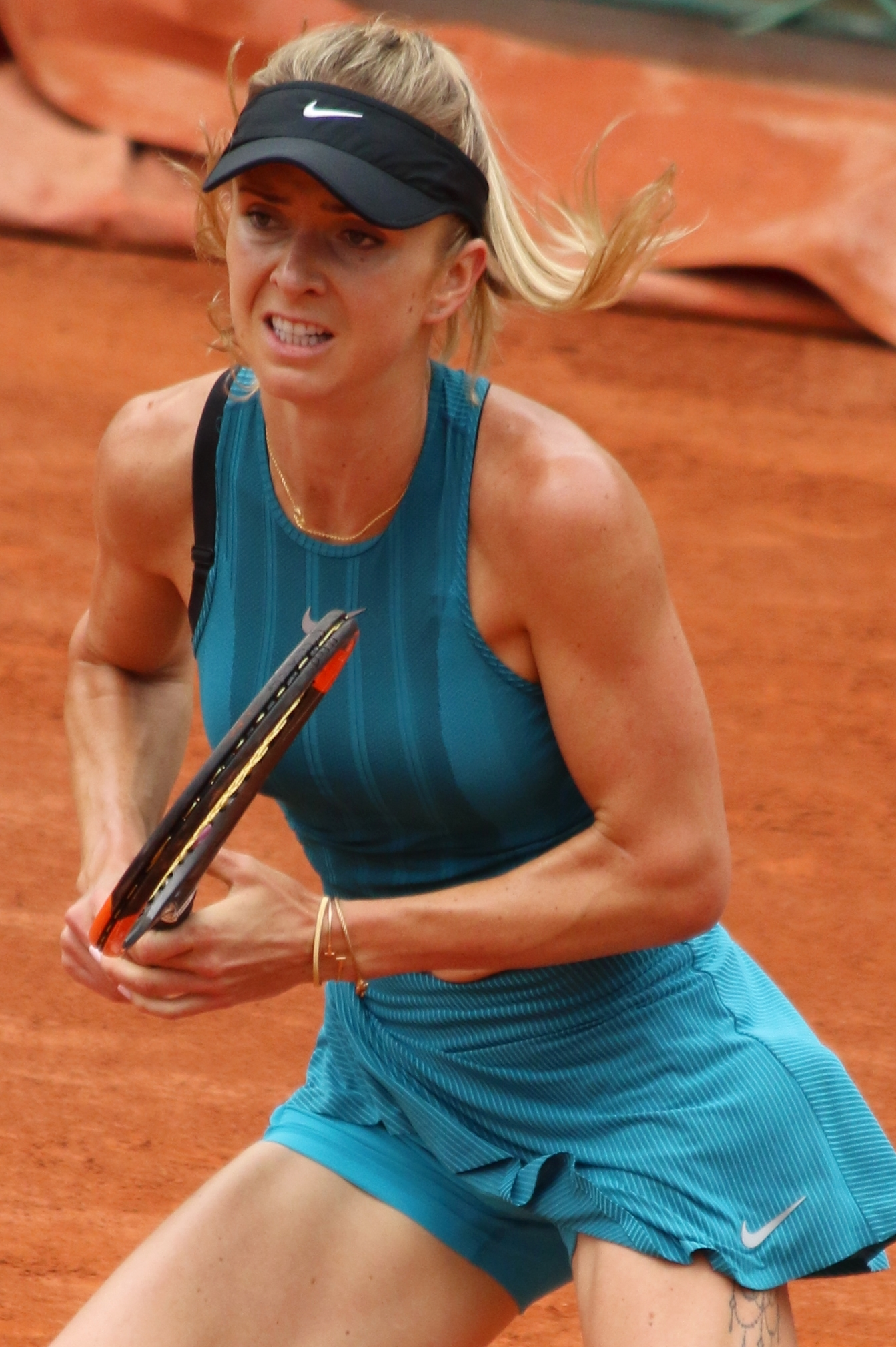
Elina Svitolinová

Antukovou část rozehrála čtvrtfinálovou prohrou s Caroline Garciaovou na stuttgartském Porsche Tennis Grand Prix. Následně opět nenašla recept na Suárezovou Navarrovou, která ji zastavila ve druhém utkání dvouhry Mutua Madrid Open. V repríze finále římského Internazionali BNL d'Italia opět zdolala světovou jedničku Simonu Halepovou, čímž obhájila druhý titul v probíhající sezóně. Grandslamové French Open však opustila již ve třetím kole po prohře od Mihaely Buzărnescuové. Tato Rumunka jí uštědřila druhou porážku za sebou, ve čtvrtfinále travnatého Nature Valley Classic v Birminghamu. Ve Wimbledonu nenašla v úvodním kole recept na čerstvou mallorskou šampionku Tatjanu Mariovou.

Letní US Open Series otevřela semifinálovou účastí na Rogers Cupu, kde nestačila na Sloane Stephensovou. O jedno kolo horšího výsledku dosáhla na cincinnatském Western & Southern Open, porážkou od pozdější vítězky Kiki Bertensové. Podruhé v řadě se probojovala do osmifinále US Open, v němž ji stopku vystavila Anastasija Sevastovová po třísetovém průběhu. Nevýrazné výkony se dostavily v podzimní asijské túře, s vyřazeními v úvodních kolech Wuhan Open od pozdější šampionky Aryny Sabalenkové i pekingského China Open od Aleksandry Krunićové. V utkání přitom ztratila vedení 6–0 a 3–0 na gamy. Do čtvrtfinále se podívala během Hong Kong Tennis Open. V něm její cestu pavoukem uzavřela Wang Čchiang. Stále však neměla jistotu startu na Turnaji mistryň, kterou získala až časnými prohrami Plíškové s Bertensovou na moskevském Kremlin Cupu, kde absentovala.

#### Karolína Plíšková
Sezónu otevřela semifinálovou účastí na Brisbane International, kde ji poražku z téže fáze předchozí sezóny oplatila pozdější šampionka Elina Svitolinová. Čtvrtfinálovou účast z roku 2017 zopakovala na Australian Open, kde podlehla světové jedničce Simoně Halepové.

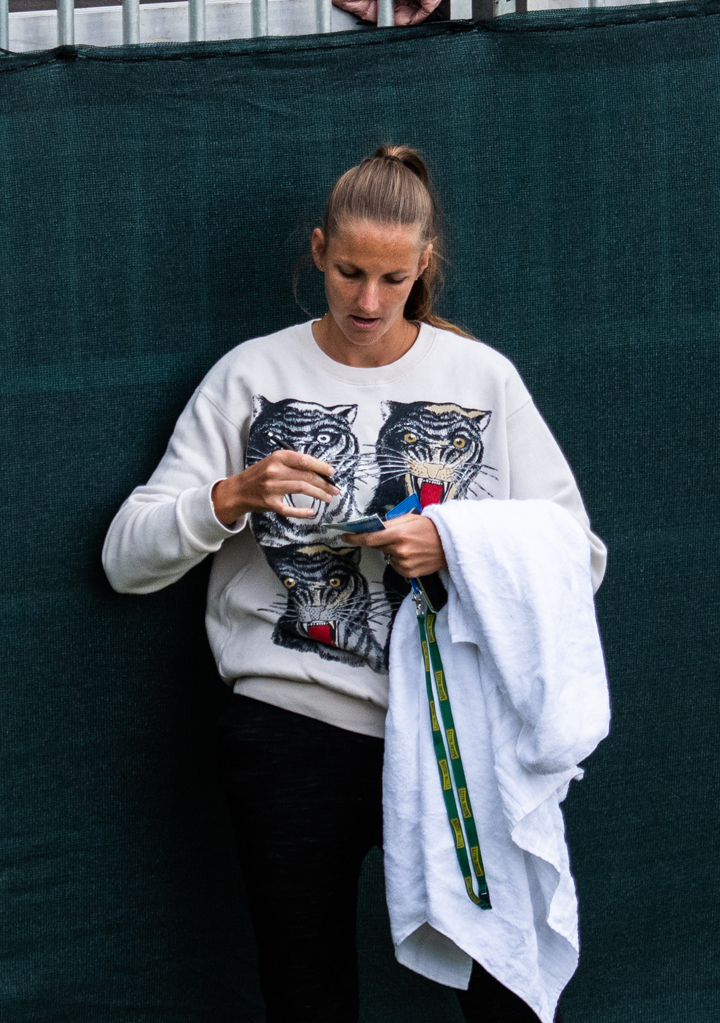
Karolína Plíšková

Na Arabském poloostrově nejdříve dohrála jako obhájkyně ve třetím kole Qatar Total Open na raketě kvalifikantky Catherine Bellisové a poté mezi poslední osmičkou hráček s Angelique Kerberovou ve dvouhře Dubai Tennis Championships. Obě březnové události Premier Mandatory, BNP Paribas Open a Miami Open, opustila ve čtvrtfinále, když v prvním případě podlehla Naomi Ósakaové a ve druhém Viktorii Azarenkové. První sezónní titul vybojovala na antukovém Porsche Tennis Grand Prix po finálové výhře nad Coco Vandewegheovou, které oplatila porážku z předchozího ročníku. V semifinále Mutua Madrid Open nenašla účinnou taktiku na pozdější šampionku Petru Kvitovou, s níž prohrála i potřetí v kariéře. Římský Internazionali BNL d'Italia opustila ve druhém kole porážkou od Marie Sakkariové. V závěru zápasu učinila hlavní rozhodčí kontroverzní rozhodnutí v neprospěch Plíškové, která po dohrání poškodila raketou umpire a poté obdržela pokutu. Na French Open nejdříve přehrála Barboru Krejčíkovou a Lucii Šafářovou, aby ji ve třetím utkání rychle vyřadila Maria Šarapovová. Do travnaté části roku vstoupila prohrou v prvním kole birminghamského Nature Valley Classic s pozdější finalistkou Magdalénou Rybárikovou. Zlepšený výkon následoval během Nature Valley International v Eastbourne, kde nenašla recept na Arynu Sabalenkovou až ve čtvrtfinále. Wimbledonská dvouhra znamenala přerušení série pěti porážek ve druhých kolech a postup do osmifinále. V něm soutěž opustila po nezvládnutém duelu s Kiki Bertensovou.

Letní túra US Open Series přinesla časná vyřazení ve druhých zápasech, jak na kanadském Rogers Cupu, tak i cincinnatském Western & Southern Open. V prvním případě podlehla Bertensové a poté Sabalenkové. Stopku v úvodní fázi Connecticut Open jí vystavila Jekatěrina Makarovová, na níž uhrála jen čtyři hry. Zlepšení se dostavilo na newyorském US Open, kde po výhře nad Ashleigh Bartyovou postoupila do čtvrtfinále. V něm ji dva roky starou prohru oplatila Serena Williamsová. V asijské části vybojovala druhou sezónní trofej na tokijském Toray Pan Pacific Open. Ve finále ukončila 10zápasovou neporazitelnost čerstvé šampionky z US Open Naomi Ósakaové a vystřídala ji na 7. příčce žebříčku. Jak ve druhém kole Wuhan Open, tak i ve třetím pekingského China Open dohrála na raketě Wang Čchiang. Další finálové účasti dosáhla na Tianjin Open. Z bitvy o titul však odešla poražena od Caroline Garciaové, jež vyrovnala vzájemnou bilanci na 3–3. Po volném losu na Kremlin Cupu utržila hladkou prohru od 164. hráčky žebříčku Věry Zvonarevové, která po sedmi letech zdolala členku elitní desítky. Vzhledem k vyřazení Bertensové v témže kole si zajistila start na Turnaji mistryň.
Po odstoupení Halepové 18. října 2018 doplnila startovní pole debutující Nizozemka Kiki Bertensová.

#### Kiki Bertensová

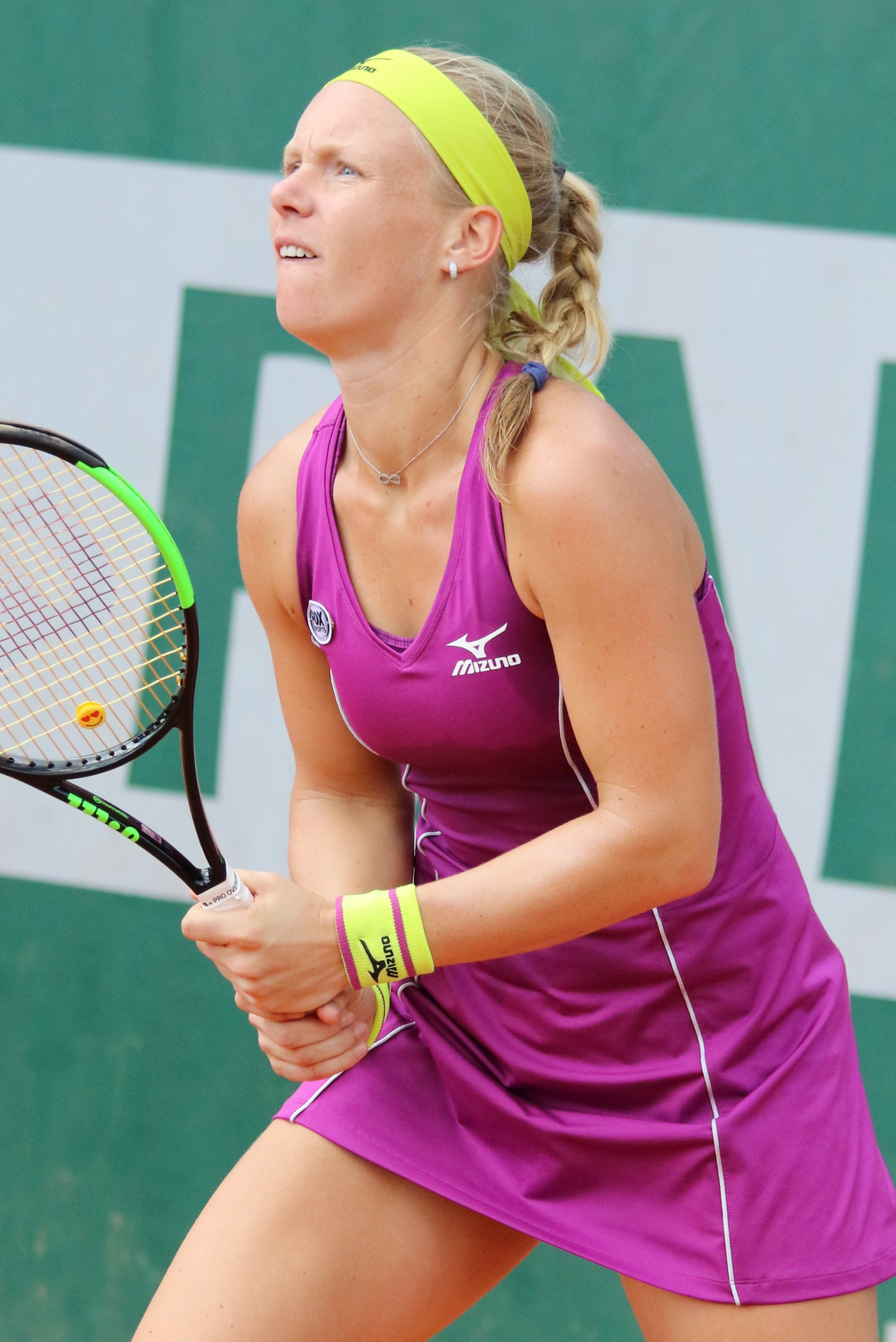
Kiki Bertensová

Sezónu otevřela prohrou s Anou Konjuhovou v prvním kole Brisbane International. Ve druhé fázi Sydney International ji vyřadila turnajová jednička Garbiñe Muguruzaová. O jedno kolo dále se pak probojovala na Australian Open, kde skončila na raketě světové dvojky a pozdější šampionky Caroline Wozniacké. Své úvodní zápasy postupně prohrála na St. Petersburg Ladies Trophy, Dubai Tennis Championships a BNP Paribas Open v Indian Wells, když nad její síly byly Věra Zvonarevová, Wang Čchiang, respektive ve třetím případě Serena Williamsová. Šňůru čtyř porážek přerušila na Miami Open, na kterém postoupila do třetího kole. V této fázi ji zdolala Venus Williamsová.
Debutový titul z kategorie Premier si odvezla ze zelené antuky charlestonského Volvo Car Open. V semifinálové bitvě odvrátila mečbol Madison Keysové a finále proti Julii Görgesové rozhodla hladce ve svůj prospěch. Halový Porsche Tennis Grand Prix znamenal vyřazení v první fázi od pozdější šampionky Karolíny Plíškové. Druhé sezónní finále, a první kariérní v úrovni Premier Mandatory, si zahrála na květnovém Mutua Madrid Open, kde nestačila na Petru Kvitovou. Pokles formy se dostavil během Internazionali BNL d'Italia, na němž její cestu soutěží ukončila Maria Sakkariová. Antukový Nürnberger Versicherungscup přinesl čtvrtfinálovou účast, s porážkou od Kirsten Flipkensové. Z grandslamového French Open odjela po třetím kole, když Angelique Kerberová zápas rozhodla ve dvou tiebreacích. Travnatou sezónu zahájila prohrou ve druhém kole nizozemského Libéma Open opět s Flipkensovou a vyřazením na úvod eastbournského Nature Valley International, z rakety Mihaely Buzărnescuové. Přes nevýrazné výkony dosáhla prvního čtvrtfinále ve Wimbledonu, kde ji dubnovou porážku oplatila Julia Görgesová.
Letní sezónu na amerických betonech rozehrála na Rogers Cupu. Ve čtvrtfinále podlehla Ashleigh Bartyové. Navazující týden vybojovala první titul v úrovni Premier 5, když triumfovala na Western & Southern Open v Cincinnati. Ve finále poprvé zdolala světovou jedničku, Simonu Halepovou, jíž také odvrátila mečbol. Od června tak z jedenácti utkání proti členkám elitní světové desítky vyhrála deset. Na US Open si premiérově zahrála třetí kolo. V něm její osmizápasovou neporazitelnost ukončila 19letá Markéta Vondroušová až ve zkrácené hře rozhodující sady. Během asijské túry získala třetí sezónní trofej na Korea Open po závěrečném vítězství nad Ajlou Tomljanovićovou. Po skončení se posunula na nové kariérní maximum, 11. místo žebříčku. Pokles formy se poté projevil časnými prohrami na čtyřech turnajích. Ve druhém kole Wuhan Open podlehla Anastasiji Pavljučenkovové a ve třetí fázi China Open nestačila na Kateřinu Siniakovou. Po návratu do Evropy odešla poražena ve druhém utkání Upper Austria Ladies Linz od Margarity Gasparjanové a v témže kole Kremlin Cupu nenašla účinnou taktiku na Aljaksandru Sasnovičovou.

### Předešlý poměr vzájemných zápasů
|    |                     | Kerber | Wozniacki | Ósaka | Kvitová | Stephens | Svitolina | Plíšková | Bertens | Celkem | Poměr |
| 1. | Angelique Kerberová |        | 8–7       | 3–1   | 6–6     | 1–4      | 5–8       | 7–4      | 2–1     | 32–31  | 45–17 |
| 2. | Caroline Wozniacká  | 7–8    |           | 2–0   | 5–8     | 6–1      | 1–3       | 6–3      | 3–2     | 30–25  | 40–15 |
| 3. | Naomi Ósakaová      | 1–3    | 0–2       |       | 0–0     | 0–1      | 2–3       | 1–2      | 1–0     | 5–11   | 42–17 |
| 4. | Petra Kvitová       | 6–6    | 8–5       | 0–0   |         | 0–2      | 7–1       | 3–0      | 2–2     | 26–16  | 47–14 |
| 5. | Sloane Stephensová  | 4–1    | 1–6       | 1–0   | 2–0     |          | 2–1       | 2–1      | 1–0     | 13–9   | 33–18 |
| 6. | Elina Svitolinová   | 8–5    | 3–1       | 3–2   | 1–7     | 1–2      |           | 2–5      | 1–1     | 19–23  | 39–15 |
| 7. | Karolína Plíšková   | 4–7    | 3–6       | 2–1   | 0–3     | 1–2      | 5–2       |          | 2–3     | 17–24  | 47–21 |
| 8. | Kiki Bertensová     | 1–2    | 2–3       | 0–1   | 2–2     | 0–1      | 1–1       | 3–2      |         | 9–12   | 44–21 |

### Výsledky a body
Tabulka uvádí sezónní výsledky a odpovídající bodový zisk kvalifikovaných hráček a náhradnic WTA Finals.
| WTA Race                       | Tenistka               | Grand Slam | Grand Slam | Grand Slam | Grand Slam | Premier Mandatory | Premier Mandatory | Premier Mandatory | Premier Mandatory | Nejlépe na Premier 5 | Nejlépe na Premier 5 | Nejlépe na dalších turnajích | Nejlépe na dalších turnajích | Nejlépe na dalších turnajích | Nejlépe na dalších turnajích | Nejlépe na dalších turnajích | Nejlépe na dalších turnajích | Body | Turnaje | T i t u l y |
| ------------------------------ | ---------------------- | ---------- | ---------- | ---------- | ---------- | ----------------- | ----------------- | ----------------- | ----------------- | -------------------- | -------------------- | ---------------------------- | ---------------------------- | ---------------------------- | ---------------------------- | ---------------------------- | ---------------------------- | ---- | ------- | ----------- |
| WTA Race                       | Tenistka               | Austr      | French     | Wimbl      | US Open    | Indian W          | Miami             | Madrid            | Peking            | 1.                   | 2.                   | 1.                           | 2.                           | 3.                           | 4.                           | 5.                           | 6.                           | Body | Turnaje | T i t u l y |
| 1.                             | Simona Halepová        | F 1300     | Titul 2000 | 32k 130    | 128k 10    | SF 390            | 32k 65            | QF 215            | 64k 10            | Titul 900            | F 585                | F 585                        | SF 350                       | Titul 280                    | QF 100                       | 32k 1                        |                              | 6921 | 15      | 3           |
| 2.                             | Angelique Kerberová    | SF 780     | QF 430     | Titul 2000 | 32k 130    | QF 215            | QF 215            | A 0               | 16k 120           | QF 190               | QF 190               | Titul 470                    | SF 185                       | SF 185                       | 16k 105                      | 16k 105                      | 16k 55                       | 5375 | 18      | 2           |
| 3.                             | Caroline Wozniacká     | Titul 2000 | 16k 240    | 64k 70     | 64k 70     | 16k 120           | 64k 10            | 16k 120           | Titul 1000        | SF 350               | QF 190               | Titul 470                    | F 180                        | 16k 105                      | QF 100                       | QF 60                        | 16k 1                        | 5086 | 18      | 3           |
| 4.                             | Naomi Ósakaová         | 16k 240    | 32k 130    | 32k 130    | Titul 2000 | Titul 1000        | 64k 35            | 64k 10            | SF 390            | 32k 90               | 32k 60               | F 305                        | SF 110                       | QF 100                       | 16k 55                       | 16k 55                       | 16k 30                       | 4740 | 19      | 2           |
| 5.                             | Petra Kvitová          | 128k 10    | 32k 130    | 128k 10    | 32k 130    | 32k 65            | 16k 120           | Titul 1000        | 64k 10            | Titul 900            | SF 350               | Titul 470                    | Titul 470                    | Titul 280                    | 16k 105                      | 16k 105                      | QF 100                       | 4255 | 20      | 5           |
| 6.                             | Sloane Stephensová     | 128k 10    | F 1300     | 128k 10    | QF 430     | 32k 65            | Titul 1000        | 16k 120           | 16k 120           | F 585                | 16k 105              | 16k 105                      | QF 60                        | 16k 30                       | 64k 1                        | 32k 1                        | 32k 1                        | 3943 | 19      | 1           |
| 7.                             | Elina Svitolinová      | QF 430     | 32k 130    | 128k 10    | 16k 240    | 32k 65            | QF 215            | 32k 65            | 64k 10            | Titul 900            | SF 350               | Titul 470                    | Titul 470                    | QF 190                       | 16k 105                      | QF 100                       | QF 100                       | 3850 | 18      | 3           |
| 8.                             | Karolína Plíšková      | QF 430     | 32k 130    | 16k 240    | QF 430     | QF 215            | QF 215            | SF 390            | 16k 120           | 16k 105              | 32k 60               | Titul 470                    | Titul 470                    | SF 185                       | F 180                        | QF 100                       | QF 100                       | 3840 | 23      | 2           |
| 9.                             | Kiki Bertensová        | 32k 130    | 32k 130    | QF 430     | 32k 130    | 64k 10            | 32k 65            | F 650             | 16k 120           | Titul 900            | QF 190               | Titul 470                    | Titul 280                    | 32k 60                       | QF 60                        | 16k 55                       | 16k 30                       | 3710 | 24      | 3           |
| Náhradnice                     |                        |            |            |            |            |                   |                   |                   |                   |                      |                      |                              |                              |                              |                              |                              |                              |      |         |             |
| 10.                            | Darja Kasatkinová      | 64k 70     | QF 430     | QF 430     | 64k 70     | F 650             | 64 10             | QF 215            | 64k 10            | R16k 105             | 16k 105              | Titul 470                    | F 305                        | SF 185                       | QF 100                       | QF 100                       | 32k 60                       | 3315 | 25      | 1           |
| 11.                            | Anastasija Sevastovová | 64k 70     | 128k 10    | 128k 10    | SF 780     | 16k 120           | 32k 65            | 32k 65            | F 650             | QF 190               | 16k 105              | Titul 280                    | SF 185                       | SF 185                       | SF 185                       | F 180                        | 16k 105                      | 3185 | 22      | 1           |
| náhradnice odhlášení z turnaje |                        |            |            |            |            |                   |                   |                   |                   |                      |                      |                              |                              |                              |                              |                              |                              |      |         |             |

| Legenda | Legenda                   | Legenda | Legenda             |
| ------- | ------------------------- | ------- | ------------------- |
| A       | neúčast hráčky na turnaji | 128k    | 128 hráček v kole   |
| QF      | prohra ve čtvrtfinále     | 64k     | 64 hráček v kole    |
| SF      | prohra v semifinále       | 32k     | 32 hráček v kole    |
| F       | prohra ve finále          | 16k     | 16 hráček v kole    |
| 0/2000  | získané body na turnaji   | Titul   | vítězství v turnaji |

## Čtyřhra

### Kvalifikované páry
| Pořadí              | pár                                                          | body  | turnajů | kvalifikován |
| ------------------- | ------------------------------------------------------------ | ----- | ------- | ------------ |
| 1.                  | Barbora Krejčíková (CZE) Kateřina Siniaková (CZE)            | 6 815 | 14      | 9. srpna     |
| 2.                  | Tímea Babosová (HUN) Kristina Mladenovicová (FRA)            | 6 445 | 14      | 20. srpna    |
| 3.                  | Andrea Sestini Hlaváčková (CZE) Barbora Strýcová (CZE)       | 4 445 | 14      | 29. září     |
| 4.                  | Gabriela Dabrowská (CAN) Sü I-fan (CHN)                      | 4 180 | 17      | 4. října     |
| 5.                  | Elise Mertensová (BEL) Demi Schuursová (NED)                 | 4 025 | 14      | 29. září     |
| —                   | Jekatěrina Makarovová (RUS) Jelena Vesninová (RUS)           | 3 715 | 6       | odhlášení    |
| 6.                  | Nicole Melicharová (USA) Květa Peschkeová (CZE)              | 3 545 | 21      | 4. října     |
| 7.                  | Andreja Klepačová (SLO) María José Martínez Sánchezová (ESP) | 3 505 | 20      | 4. října     |
| 8.                  | Ashleigh Bartyová (AUS) Coco Vandewegheová (USA)             | 3 237 | 7       | 4. října     |
| odhlášení z turnaje |                                                              |       |         |              |

### Předešlý poměr vzájemných zápasů
|    |                                                  | Krejčíková Siniaková | Babos Mladenovic | Sestini Hlaváčková Strýcová | Dabrowska Sü | Mertens Schuurs | Melichar Peschkeová | Klepač Martínez Sánchez | Barty Vandeweghe | Celkem | Poměry |
| 1. | Barbora Krejčíková Kateřina Siniaková            |                      | 0–2              | 1–0                         | 0–0          | 3–1             | 1–0                 | 1–0                     | 0–3              | 6–6    | 33–12  |
| 2. | Tímea Babosová Kristina Mladenovicová            | 2–0                  |                  | 1–0                         | 0–0          | 1–0             | 2–1                 | 0–1                     | 2–2              | 8–4    | 33–12  |
| 3. | Andrea Sestini Hlaváčková Barbora Strýcová       | 0–1                  | 0–1              |                             | 1–0          | 1–2             | 1–0                 | 1–0                     | 0–1              | 4–5    | 28–12  |
| 4. | Gabriela Dabrowská Sü I-fan                      | 0–0                  | 0–0              | 0–1                         |              | 0–3             | 1–1                 | 1–0                     | 1–0              | 3–4    | 16–8   |
| 5. | Elise Mertensová Demi Schuursová                 | 1–3                  | 0–1              | 2–1                         | 3–0          |                 | 2–1                 | 0–2                     | 0–0              | 8–8    | 33–12  |
| 6. | Nicole Melicharová Květa Peschkeová              | 0–1                  | 1–2              | 0–1                         | 1–1          | 1–2             |                     | 0–0                     | 0–0              | 3–7    | 31–20  |
| 7. | Andreja Klepačová María José Martínez Sánchezová | 0–1                  | 1–0              | 0–1                         | 0–1          | 2–0             | 0–0                 |                         | 0–0              | 3–3    | 35–19  |
| 8. | Ashleigh Bartyová Coco Vandewegheová             | 3–0                  | 2–2              | 1–0                         | 0–1          | 0–0             | 0–0                 | 0–0                     |                  | 6–3    | 13–5   |

### Výsledky a body
Tabulka uvádí sezónní výsledky a odpovídající bodový zisk kvalifikovaných párů a náhradnic WTA Finals.
| WTA Race                       | Dvojice                                          | Nejlepší bodový zisk | Nejlepší bodový zisk | Nejlepší bodový zisk | Nejlepší bodový zisk | Nejlepší bodový zisk | Nejlepší bodový zisk | Nejlepší bodový zisk | Nejlepší bodový zisk | Nejlepší bodový zisk | Nejlepší bodový zisk | Nejlepší bodový zisk | Body | Turnaje | T i t u l y |
| WTA Race                       | Dvojice                                          | 1.                   | 2.                   | 3.                   | 4.                   | 5.                   | 6.                   | 7.                   | 8.                   | 9.                   | 10.                  | 11.                  | Body | Turnaje | T i t u l y |
| ------------------------------ | ------------------------------------------------ | -------------------- | -------------------- | -------------------- | -------------------- | -------------------- | -------------------- | -------------------- | -------------------- | -------------------- | -------------------- | -------------------- | ---- | ------- | ----------- |
| 1.                             | Barbora Krejčíková Kateřina Siniaková            | Titul 2000           | Titul 2000           | SF 780               | F 650                | SF 350               | 16k 240              | QF 190               | SF 185               | F 180                | 16k 120              | 16k 120              | 6815 | 14      | 2           |
| 2.                             | Tímea Babosová Kristina Mladenovicová            | Titul 2000           | F 1300               | F 650                | Titul 470            | QF 430               | QF 430               | SF 390               | QF 215               | QF 190               | QF 190               | QF 190               | 6455 | 14      | 2           |
| 3.                             | Andrea Sestini Hlaváčková Barbora Strýcová       | Titul 1000           | SF 780               | F 585                | F 585                | Titul 470            | SF 390               | F 305                | 16k 240              | 16k 240              | QF 190               | 32k 10               | 4795 | 14      | 2           |
| 4.                             | Gabriela Dabrowská Sü I-fan                      | SF 780               | F 650                | Titul 470            | Titul 470            | QF 430               | SF 390               | 16k 240              | QF 190               | QF 190               | SF 185               | SF 185               | 4180 | 16      | 2           |
| 5.                             | Elise Mertensová Demi Schuursová                 | Titul 900            | F 585                | QF 430               | SF 390               | SF 390               | F 305                | Titul 280            | Titul 280            | 16k 240              | 16k 120              | 16k 105              | 4025 | 14      | 3           |
| 6.                             | Jekatěrina Makarovová Jelena Vesninová           | F 1300               | Titul 1000           | F 650                | SF 390               | QF 190               | SF 185               | —                    | —                    | —                    | —                    | —                    | 3715 | 6       | 1           |
| 7.                             | Nicole Melicharová Květa Peschkeová              | F 1300               | SF 350               | F 305                | Titul 280            | Titul 280            | 16k 240              | 16k 240              | QF 215               | QF 190               | SF 185               | 16k 120              | 3705 | 21      | 2           |
| 8.                             | Andreja Klepačová María José Martínez Sánchezová | F 585                | QF 430               | SF 390               | SF 350               | F 305                | F 305                | Titul 280            | 16k 240              | QF 215               | QF 215               | QF 190               | 3505 | 20      | 1           |
| 9.                             | Ashleigh Bartyová Coco Vandewegheová             | Titul 2000           | Titul 1000           | QF 215               | 64k 10               | 32k 10               | 16k 1                | 16k 1                | —                    | —                    | —                    | —                    | 3237 | 7       | 2           |
| Náhradnice                     |                                                  |                      |                      |                      |                      |                      |                      |                      |                      |                      |                      |                      |      |         |             |
| 10.                            | Raquel Atawová Anna-Lena Grönefeldová            | Titul 470            | SF 350               | 16k 240              | 16k 240              | QF 215               | SF 185               | SF 185               | F 180                | 32k 130              | 32k 130              | 16k 120              | 2445 | 22      | 1           |
| 11.                            | Alicja Rosolská Abigail Spearsová                | SF 780               | Titul 280            | QF 215               | QF 215               | SF 185               | SF 185               | 32k 130              | SF 110               | QF 100               | QF 100               | F 90                 | 2390 | 26      | 1           |
| náhradnice odhlášení z turnaje |                                                  |                      |                      |                      |                      |                      |                      |                      |                      |                      |                      |                      |      |         |             |

| Legenda | Legenda                 | Legenda | Legenda             |
| ------- | ----------------------- | ------- | ------------------- |
| 0/2000  | získané body na turnaji | 64k     | 64 párů v kole      |
| QF      | prohra ve čtvrtfinále   | 32k     | 32 párů v kole      |
| SF      | prohra v semifinále     | 16k     | 16 párů v kole      |
| F       | prohra ve finále        | Titul   | vítězství v turnaji |

## Průběh turnaje

### 1. den: 21. října 2018
| Soutěž  | skupina | vítězky               | poražené               | výsledek | čas     |
| ------- | ------- | --------------------- | ---------------------- | -------- | ------- |
| Dvouhra | bílá    | Elina Svitolinová [6] | Petra Kvitová [4]      | 6–3, 6–3 | 1:28:37 |
| Dvouhra | bílá    | Karolína Plíšková [7] | Caroline Wozniacká [2] | 6–2, 6–4 | 1:32:43 |

### 2. den: 22. října 2018
| Soutěž  | skupina | vítězky                | poražené                | výsledek      | čas     |
| ------- | ------- | ---------------------- | ----------------------- | ------------- | ------- |
| Dvouhra | červená | Sloane Stephensová [5] | Naomi Ósakaová [3]      | 5–7, 6–4, 1–6 | 2:24:45 |
| Dvouhra | červená | Kiki Bertensová [8]    | Angelique Kerberová [1] | 6–1, 3–6, 4–6 | 2:00:43 |

### 3. den: 23. října 2018
| Soutěž  | skupina | vítězky                | poražené              | výsledek      | čas     |
| ------- | ------- | ---------------------- | --------------------- | ------------- | ------- |
| Dvouhra | bílá    | Caroline Wozniacká [2] | Petra Kvitová [4]     | 7–5, 3–6, 6–2 | 2:19:07 |
| Dvouhra | bílá    | Elina Svitolinová [6]  | Karolína Plíšková [7] | 6–3, 2–6, 6–3 | 1:54:18 |

### 4. den: 24. října 2018
| Soutěž  | skupina | vítězky                 | poražené            | výsledek           | čas     |
| ------- | ------- | ----------------------- | ------------------- | ------------------ | ------- |
| Dvouhra | červená | Angelique Kerberová [1] | Naomi Ósakaová [3]  | 6–4, 5–7, 6–4      | 2:29:50 |
| Dvouhra | červená | Sloane Stephensová [5]  | Kiki Bertensová [8] | 7–6(7–4), 2–6, 6–3 | 2:20:23 |

### 5. den: 25. října 2018
| Soutěž          | fáze          | vítězky                                        | poražené                                             | výsledek      | čas           |
| Denní program   | Denní program | Denní program                                  | Denní program                                        | Denní program | Denní program |
| --------------- | ------------- | ---------------------------------------------- | ---------------------------------------------------- | ------------- | ------------- |
| Čtyřhra         | čtvrtfinále   | Andrea Sestini Hlaváčková Barbora Strýcová [3] | María José Martínez Sánchezová Andreja Klepačová [7] | 6–1, 6–2      | 1:13:42       |
| Dvouhra         | bílá skupina  | Karolína Plíšková [7]                          | Petra Kvitová [4]                                    | 6–3, 6–4      | 1:22:44       |
| Večerní program |               |                                                |                                                      |               |               |
| Dvouhra         | bílá skupina  | Elina Svitolinová [6]                          | Caroline Wozniacká [2]                               | 5–7, 7–5, 6–3 | 2:35:16       |
| Čtyřhra         | čtvrtfinále   | Barbora Krejčíková Kateřina Siniaková [1]      | Nicole Melicharová Květa Peschkeová [6]              | 6–1, 6–4      | 1:21:24       |

### 6. den: 26. října 2018
| Soutěž          | fáze            | vítězky                                   | poražené                             | výsledek      | čas           |
| Denní program   | Denní program   | Denní program                             | Denní program                        | Denní program | Denní program |
| --------------- | --------------- | ----------------------------------------- | ------------------------------------ | ------------- | ------------- |
| Čtyřhra         | čtvrtfinále     | Tímea Babosová Kristina Mladenovicová [2] | Gabriela Dabrowská Sü I-fan [4]      | 6–0, 6–2      | 0:53:11       |
| Dvouhra         | červená skupina | Kiki Bertensová [8]                       | Naomi Ósakaová [3]                   | 6–3skreč      | 0:47:15       |
| Večerní program |                 |                                           |                                      |               |               |
| Dvouhra         | červená skupina | Sloane Stephensová [5]                    | Angelique Kerberová [1]              | 6–3, 6–3      | 1:40:55       |
| Čtyřhra         | čtvrtfinále     | Ashleigh Bartyová Coco Vandewegheová [8]  | Elise Mertensová Demi Schuursová [4] | 6–1, 6–4      | 1:05:04       |

### 7. den: 27. října 2018
| Soutěž          | fáze          | vítězky                                   | poražené                                       | výsledek              | čas           |
| Denní program   | Denní program | Denní program                             | Denní program                                  | Denní program         | Denní program |
| --------------- | ------------- | ----------------------------------------- | ---------------------------------------------- | --------------------- | ------------- |
| Čtyřhra         | semifinále    | Barbora Krejčíková Kateřina Siniaková [1] | Andrea Sestini Hlaváčková Barbora Strýcová [3] | 6–3, 6–2              | 1:12:22       |
| Dvouhra         | semifinále    | Elina Svitolinová [6]                     | Kiki Bertensová [8]                            | 7–5, 6–7(5–7), 6–4    | 2:38:35       |
| Večerní program |               |                                           |                                                |                       |               |
| Dvouhra         | semifinále    | Sloane Stephensová [5]                    | Karolína Plíšková [7]                          | 0–6, 6–4, 6–1         | 1:55:07       |
| Čtyřhra         | semifinále    | Tímea Babosová Kristina Mladenovicová [2] | Ashleigh Bartyová Coco Vandewegheová [8]       | 6–7(5–7), 6–3, [10–8] | 1:35:16       |

### 8. den: 28. října 2018
| Soutěž  | fáze   | vítězky                                   | poražené                                  | výsledek      | čas     |
| ------- | ------ | ----------------------------------------- | ----------------------------------------- | ------------- | ------- |
| Čtyřhra | finále | Tímea Babosová Kristina Mladenovicová [2] | Barbora Krejčíková Kateřina Siniaková [1] | 6–4, 7–5      | 1:24:17 |
| Dvouhra | finále | Elina Svitolinová [6]                     | Sloane Stephensová [5]                    | 3–6, 6–2, 6–2 | 2:23:06 |